# Вакууматор
Вакуума́тор — технологическая установка для вакуумирования стали.

## Классификация
Типы вакууматоров:
- циркуляционного рафинирования (используется инертный газ аргон, для перемешивания жидкого расплава стали);
- порцевого рафинирования;
- ковшевой с донной продувкой аргоном;
- вакуумирование в изложнице;
- вакуумирование в струе.

## Устройство
Состоит из вакуумной камеры, вакуумного насоса. Также могут быть устройства для подачи материалов в вакуумируемый металл, для вдувания нейтральных газов, кислорода.
Вакуумирование стали — обработка жидкой стали вакуумом с целью улучшения её качества за счёт уменьшения в ней содержания газов (водород, кислород)  и неметаллических включений. Вакуум-кислородное обезуглероживание стали — обработка жидкой стали вакуумом с одновременной продувкой жидкого металла кислородом для снижения содержания углерода (менее 0,05 %).